# Districtul Saarlouis
Districtul Saarlouis este un district rural (Landkreis) din landul Saarland, Germania.

## Geografie

### Râuri
Cele mai importante râuri din district sunt Saar, care curge din sud-est, cartierul nord-vest spre Trier și Primi care vine din nord-est intră în cartier și se varsă în Dillingen, în Saar.

### Districte învecinate
Districtul se învecinează în sensul acelor de ceasornic în partea de nord-vest a raioanelor Merzig-Wadern, St. Wendel și Neunkirchen și asociația regională Saarbrücken și departamentul francez din Moselle.

## Istoric
Zona districtului de astăzi Saarlouis a aparținut din Evul Mediu până în secolul al 17-lea mai multe principate ale Sfântului Imperiu Roman: Setul în jurul zonelor Saarlouis din districtul au fost în principal pentru partea germanofonă a Ducatului de Lorraine. Wallerfangen era capitala acestui district german Bellistum numit cartier administrativ. Unele zone ale locației din dreapta Saar printre domnilor mai mici, dintre care unele au aparținut condominii care erau sub ducelui de Lorraine, contele de Saarbrücken sau elector Trier. Abatia Fraulautern și Wadgassen aveau propriile lor domnii.
Atunci când orașul Saarlouis a fost fondat în 1680 a devenit o exclave a Franței, cu câteva orașe înconjurătoare. Wallerfangen a fost distrus pentru construirea cetății, motiv pentru care scaunul de Bellistums german a fost mutat la Sarreguemines.
După moartea ultimului duce în 1766 Lorraine a căzut în Franța. Satele Überherrn și Friedrichweiler care aparțineau anterior satelor Nassau-Saarbrücken erau franceze.
Revoluția franceză a ajuns repede la Saar. Saarlouis a fost redenumit Sarre-Libre ("Free Saar") și a devenit sediul unui canton în Moselle. Zona din jurul orașului Lebach și-a format propriul canton în Département de la Sarre.

Marea majoritate a populației este o mărturisire catolică. Există cel puțin o comunitate romano-catolică în fiecare parohie civilă din județ. Toate municipalitățile fac parte din Dieceza de Trier, care din 2004 funcționează pe teritoriul districtului protopopiatelor Dillingen, Saarlouis și Wadgassen. Cu Dillinger Saardom este cea mai mare biserică din Saarland din Saarlouis.
În domeniul grupurilor creștine, în special, include congregațiile încă libere ale Bisericii (Dillingen, Lebach, Saarlouis-Steinrausch), Martorii lui Iehova (Saarlouis-Steinrausch) și biserici noi apostolici (Dillingen, Saarwellingen Wallerfangen etc.).
Printre altele, musulmanii mențin o moschee în Dillingen.
Viață evreiască a fost distrusă succesiv de teroarea nazistă între anexarea Saarlandului către Germania la 1 martie 1935 și sfârșitul guvernării naziste. Anterior au existat destul de multe comunități sinagogi din districtul din care cea mai mare a fost Saarwellingen cu sinagoga lor și Schoolhouse lor în Engelgasse si cimitirul din alee Dormit. Astăzi din nou unii evrei trăiesc în cartier care aparțin comunității sinagogilor Saar.